# Limnaecia trissodesma
Limnaecia trissodesma là một loài bướm đêm thuộc họ Cosmopterigidae. Nó được tìm thấy ở Úc.